# تپه چال چغا ۲
تپه چال چغا ۲ مربوط به دوره تاریخی ـ قرون میانی اسلامی است و در شهرستان ازنا، بخش مرکزی، دهستان پاچه لک غربی، ۱۳۰ متری شرق جاده آسفالته شهر ازنا به دولت آباد واقع شده و این اثر در تاریخ ۸ بهمن ۱۳۸۵ با شمارهٔ ثبت ۱۷۰۹۵ به عنوان یکی از آثار ملی ایران به ثبت رسیده است.